# Thompsonula hyaenae
Thompsonula hyaenae is een eenoogkreeftjessoort uit de familie van de Thompsonulidae. De wetenschappelijke naam van de soort is voor het eerst geldig gepubliceerd in 1889 door Thompson I.C..